# Psebena
Psebena är ett släkte av skalbaggar. Psebena ingår i familjen långhorningar.
Kladogram enligt Catalogue of Life:
| Psebena | \| \| Psebena brevipennis \| \| \| \| \| \| Psebena pascoei \| \| \| \| |
|         | \| \| Psebena brevipennis \| \| \| \| \| \| Psebena pascoei \| \| \| \| |
|         | Psebena brevipennis                                                     |
|         |                                                                         |
|         | Psebena pascoei                                                         |
|         |                                                                         |